# Sappaya-Sapasathan
Sappaya-Sapasathan (en tailandés: สัปปายะสภาสถาน, RTGS: Sappayasaphasathan) es el tercer y actual edificio de la Asamblea Nacional de Tailandia, el órgano bicameral que ostenta el poder legislativo de Tailandia. Está situado en la orilla izquierda del río Chao Phraya, en el barrio de Kiakkai del distrito de Dusit de la capital nacional, Bangkok. Con sus 424 000 m² de superficie, es el edificio parlamentario más grande del mundo.

## Historia
El Parlamento tailandés ha cambiado de edificio varias veces. Su primera sede fue el Salón del Trono Ananta Samakhom, que usó desde 1933 hasta 1974. Entonces se trasladó a la Casa del Parlamento de Tailandia, pero este edificio pronto se le quedó pequeño. En 2008, se consideraron tres sitios para la construcción de una nueva sede: el distrito de Dusit, el distrito de Mueang Nonthaburi y el distrito de Khlong Toei. Finalmente, el distrito de Dusit fue el elegido por el Gobierno de Samak Sundaravej, lo que provocó el traslado de la escuela secundaria de Yothinburana y algunas comunidades.

## Nombre
Existen interpretaciones ligeramente diferentes del nombre del edificio. El título del diseño ganador era Sappaya Sapha Sathan. Los arquitectos que lo presentaron dijeron que el término budista sappaya significa «cómodo en el dharma», y que el título pretende significar «un lugar para hacer buenas obras o buen karma».
El diseño del edificio está inspirado en un cuento clásico budista tailandés, Trai Bhum Phra Ruang, y fue concebido para que pareciera un templo que recordara a los políticos la «tailandesidad» y la moralidad, haciéndolo verdaderamente un Sappaya Sapasathan, un «Parlamento pacífico». Sappaya-Sapasathan es una combinación de las palabras sappaya, que significa «cómodo», «condiciones propicias», «apoyo» y «lo correcto»; y sapasathan, que significa «consejo de los pacíficos».

## Diseño

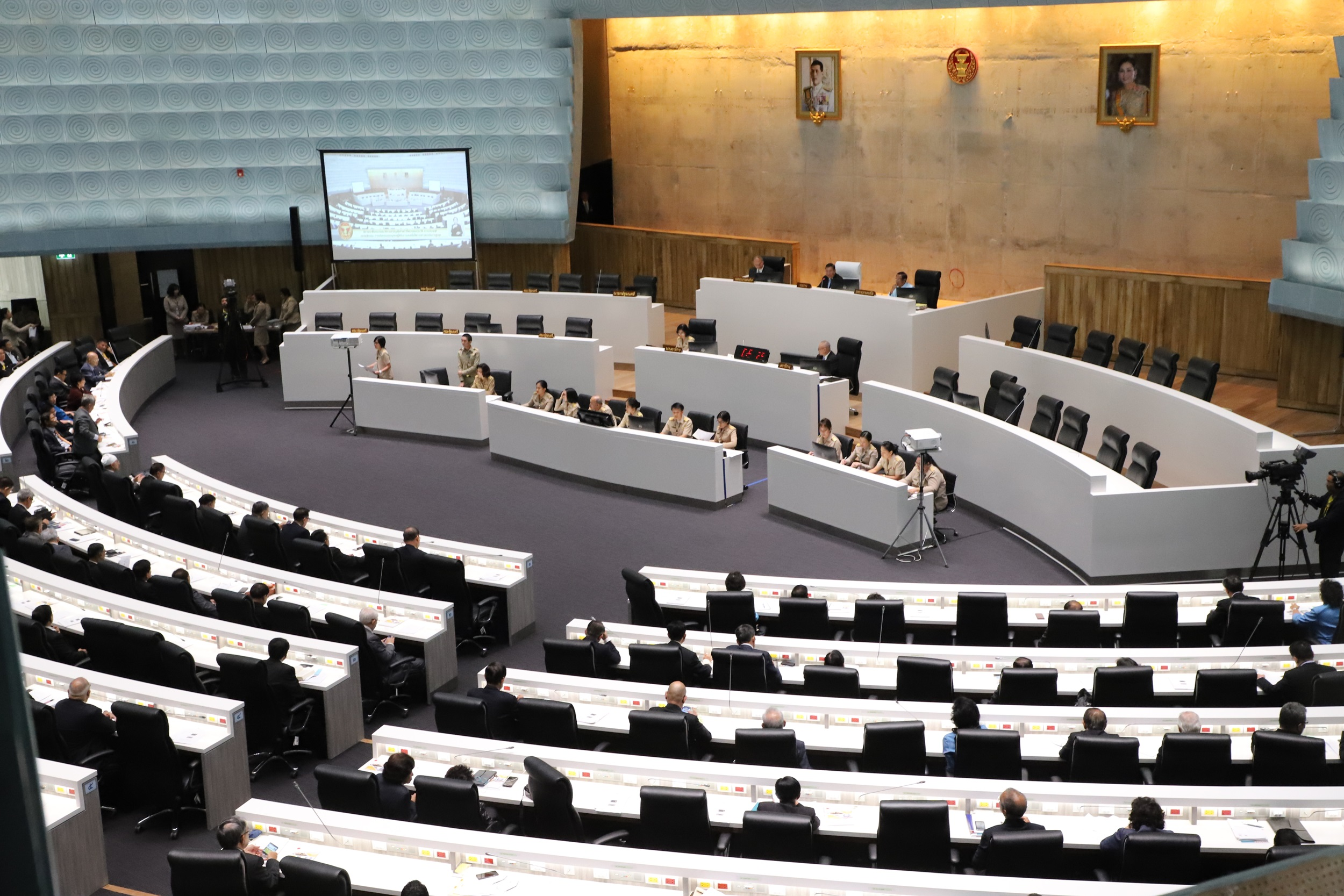
El Salón Chantra, donde se reúne el Senado.

Sappaya-Sapasathan fue diseñado por un equipo liderado por Theerapol Niyom, que fue el ganador del concurso de diseño del edificio. Construido para proporcionar más de 424 000 m² de superficie con un presupuesto de aproximadamente 23 000 millones de baht, tiene capacidad para más de 5000 personas y aparcamiento para 2000 coches. Sus principales elementos son una pagoda tailandesa en el centro del edificio, el Salón Suriyan (Salón del Sol) para la Cámara de Representantes, el Salón Chantra (Salón de la Luna) para el Senado y el uso de 5018 árboles de teca, que pretenden representar «el ADN de Tailandia».
También alberga museos, un centro de convenciones, una sala de trabajo, un salón de banquetes y oficinas. El diseño ha recibido críticas por ser «arquitectura religiosa», al adoptar «elementos de la cosmología budista e hindú».

## Construcción

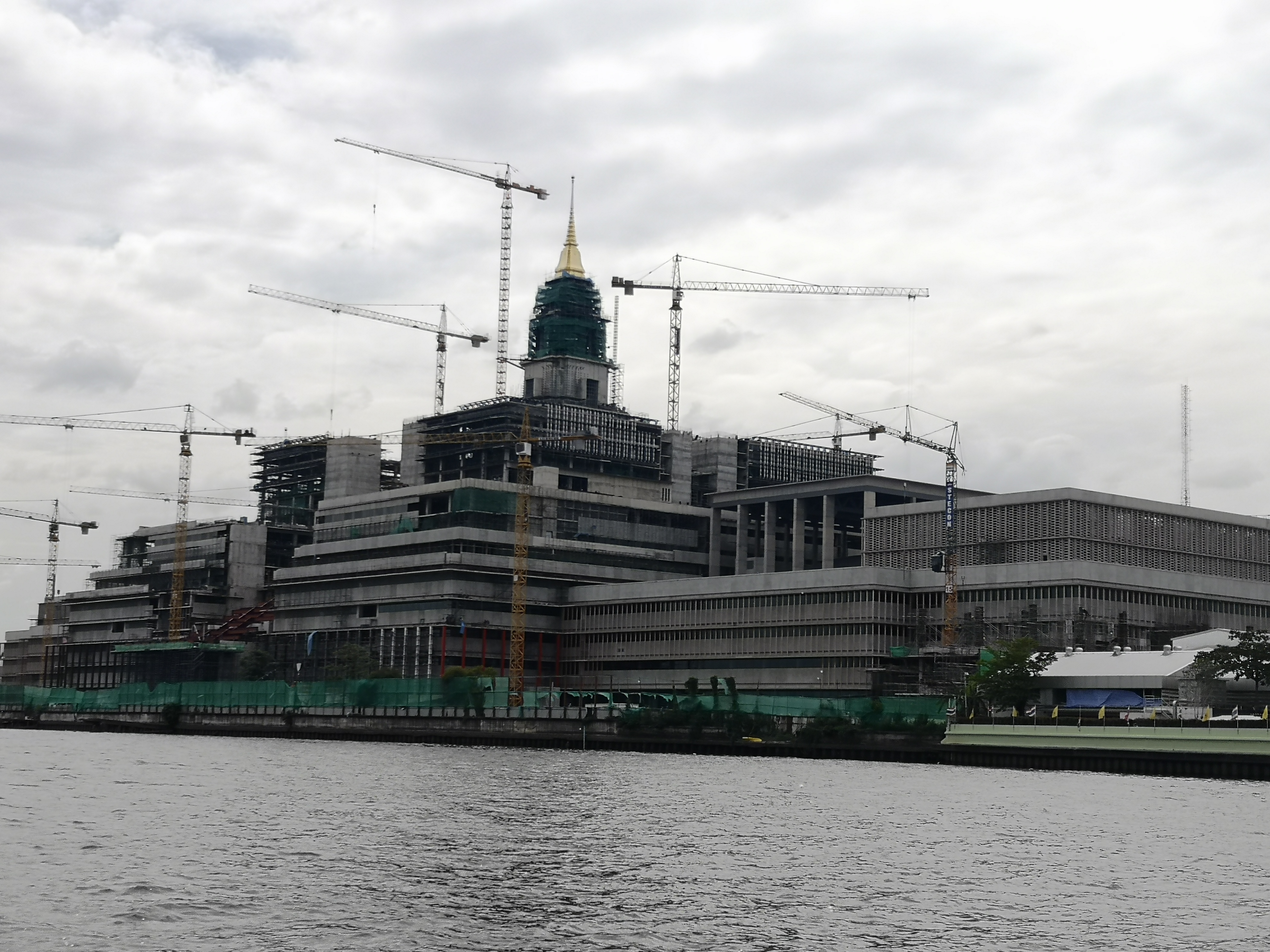
Sappaya-Sapasathan durante su construcción en julio de 2019.

Su construcción fue contratada en 2013 y estaba previsto que se completara en 2015. Se encuentra a orillas del río Chao Phraya en el barrio de Kiakkai del subdistrito de Thanon Nakhon Chai Si del distrito de Dusit, ocupando 300 000 m² de terreno. La parcela que ocupaba el anterior edificio del Parlamento fue devuelta a su propietario, la Oficina de la Casa Real, a finales de 2018. Sin embargo, la construcción del nuevo edificio se retrasó cuatro años y el presupuesto del proyecto se disparó de 14 000 millones de baht a 23 000 millones de baht. El Parlamento no ha impuesto ninguna penalización a la constructora por incumplir el plazo. Debido a que el terreno donde se encontraba el antiguo edificio del Parlamento ya había sido devuelto a la Oficina de la Casa Real, durante este tiempo el Parlamento se reunía en un auditorio alquilado a la empresa de telecomunicaciones TOT a partir de mayo de 2019 con un coste de 11 millones de baht al mes.
Desde agosto de 2019, el Parlamento se reúne en Sappaya-Sapasathan, aunque partes del edificio estaban sin acabar. El edificio fue inaugurado oficialmente el 1 de mayo de 2021, tras importantes retrasos.